# Air France Transatlantique

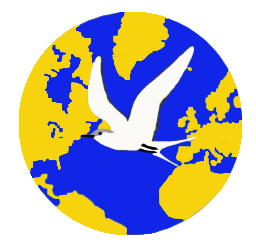
L'enseigne d'Air France Transatlantique représente un sterne survolant l'Océan, et dont la pointe de queue touche le continent européen et le bec les États-Unis d'Amérique.

Air France Transatlantique est une filiale d'Air France créée en juin 1937 pour l'exploitation de la ligne transatlantique nord,. Cette compagnie fut créée le 9 juin 1937, en unissant les compétences d'Air France dans le domaine de l'aviation, aux puissants moyens techniques et à la grande expérience de la Compagnie générale transatlantique. Et tandis que la société aérienne étudiait les différents itinéraires possibles, la compagnie maritime faisait part de son expertise dans le domaine de la météorologie, en poursuivant ses études avec le navire Carimaré. De 1937 à 1939, la compagnie réalisa douze vols entre la France et les États-Unis via les Açores, ainsi que le premier vol entre New York et Biscarrosse sans escale. La guerre entrava par la suite l'évolution de la société qui passa sous le contrôle d'Air France en 1941. Après 1945, les représentants de la Transat en furent définitivement exclus. Puis, elle fut ensuite nationalisée en 1945, avant d'être définitivement absorbée par Air France en 1948. 
Son logo représentait un sterne blanc au-dessus de l'Atlantique dont la pointe de la queue touchait la France et le bec les États-Unis. 
Elle utilisa exclusivement les hydravions hexamoteurs Latécoère 521 F-NORD, Lieutenant-de-vaisseau-Pâris et son sister-ship, le Latécoère 522 F-ARAP, Ville-de-Saint-Pierre, qui effectuèrent respectivement 8 et 4 traversées de l'Atlantique Nord à titre expérimental, entre le 23 août 1938 et le 28 août 1939, et toujours pilotés par Henri Guillaumet.